# Comuna de Magnuszew
Magnuszew (polaco: Gmina Magnuszew) é uma gminy (comuna) na Polónia, na voivodia de Mazóvia e no condado de Kozienicki. A sede do condado é a cidade de Magnuszew.
De acordo com os censos de 2004, a comuna tem 6619 habitantes, com uma densidade 47 hab/km².

## Área
Estende-se por uma área de 140,92 km², incluindo:
- área agricola: 65%
- área florestal: 20%

## Demografia
Dados de 30 de Junho 2004:
|                      | Total   | Total | Mulheres | Mulheres | Homens  | Homens |
| -------------------- | ------- | ----- | -------- | -------- | ------- | ------ |
|                      | pessoas | %     | pessoas  | %        | pessoas | %      |
| População            | 6619    | 100   | 3212     | 48,5     | 3407    | 51,5   |
| Densidade (pop./km²) | 47      | 100   | 22,8     | 22,8     | 24,2    | 24,2   |

De acordo com dados de 2002, o rendimento médio per capita ascendia a 1475,05 zł.

## Subdivisões
- Aleksandrów, Anielin, Basinów, Boguszków, Bożówka, Chmielew, Dębowola, Gruszczyn, Grzybów, Kępa Skórecka, Kłoda, Kolonia Rozniszew, Kurki, Latków, Magnuszew, Mniszew, Ostrów, Osiemborów, Przewóz Tarnowski, Przewóz Stary, Przydworzyce, Rękowice, Rozniszew, Trzebień, Tyborów, Wilczkowice Dolne, Wilczowola, Wola Magnuszewska, Wólka Tarnowska, Zagroby, Żelazna Nowa, Żelazna Stara.

## Comunas vizinhas
- Głowaczów, Grabów nad Plilicą, Kozienice, Maciejowice, Warka, Wilga